# Gränsproblematik
Gränsproblematik inom psykologi beskriver problem hos människor relaterade till ofullständigt accepterande av begränsningens princip. Begränsningens princip handlar om de grundläggande villkoren för mänsklig existens.

## Symtom
Avvisandet av begränsningens princip medför en gränslöshet i tänkande och kännande, kommunicerande och annat beteende som vittnar om individens bristfälliga strukturering. Motstridiga tendensers samexistens vittnar om den kluvenhet som är följden av att klyvning används som försvar. En psykisk struktur av detta slag har en låg energetisk nivå och en låg effektivitet.

## Förekomst
Psykoanalytikern Claes Davidson menar att gränsproblematik är det helt dominerande hos de som söker psykoterapi och psykoanalys idag. Han konstaterar också att gränsproblematiken inte är djupt omedveten. Omedvetna problem var det som Sigmund Freud så att säga tog patent på för sitt livsverk, och omedveten problematik har varit det som psykoanalysen tidigare haft sitt huvudfokus på. Gränsproblematiken är medveten eller förmedveten och icke-symbolisk. I den mån det både föreligger omedveten problematik och gränsproblematik så äger gränsproblematiken företräde (så som alltid ordningsfrågor är överordnade vid konfliktlösning). Omedveten problematik kan ej klaras av med mindre än att gränsproblematiken först blivit löst. Gränsproblematik låter sig inte tolkas. Detta till skillnad från omedveten-, det vill säga neurotisk problematik.

## Orsaker
De strukturella bristerna vid gränsproblematik är hänförliga till samspelet med föräldrarna eller andra vårdnadshavare som inte förmått vara tillräckligt tydliga och konfrontera individen med den bistra verklighetens gränser och begränsningar, och inte kunnat eller velat eller förstått att förskona honom eller henne från traumatiska separationer. Därmed har individen inte lärt sig acceptera sina gränser och inse sina begränsningar.
Genom att gränser inte etablerats har individen förblivit sammanblandad. Och genom att han eller hon inte insett sina begränsningar har han/hon hållit fast vid sina föreställningar om att vara allsmäktig. Därmed har han eller hon inte kunnat komma tillrätta med sin skuld (som är något högst personligt) och inte kommit i kontakt med sin sorg, den sorg som hör begränsningarna till.

## Behandling
Psykodynamisk psykoterapi eller psykoanalys med ett tydligt kontrakt med ett tydligt fokus på väl genomtänkta ramar och att dessa ramar nogsamt av terapeuten bevakas och åtföljs, samt det icke-tolkande förhållningssätt som krävs för bemötande av medvetna och förmedvetna konflikter, är de centrala komponenterna i behandlingen av gränsproblematik. Claes Davidson:
"I stort som i smått är analytikerns verksamhet inriktad på konfliktlösning. Han hjälper patienten att förena känsla och förnuft, kärlek och hat, ont och gott. Han låter patienten välja och ta ställning, göra sig tydlig och stå för sina val, sörja det försakade, reparera och gottgöra, integrera det motsägande, vara uppriktig, avstå ifrån självbedrägerier och hålla andra ansvariga. Sådan konfliktlösning motverkar klyvning, upprättar gränser och skapar hela, integrerade strukturer. Om bara analytikern ser till att han och hans patient håller sig till kontraktet kan de helt enkelt inte misslyckas med sitt gemensamma projekt."